# Kocsány
A kocsány (virágkocsány, latinul pedunculus) az a része a virágnak, amely azt a szárhoz kapcsolja; a  virágtengelynek az a része, amely a virágot tartja.
Ha a kocsány közvetlenül a  föld alatti szárból vagy tőrózsából indul ki (és nem visel leveleket), tő-kocsány  a neve. Amennyiben a virág terméssé érik, úgy termés-kocsánynak nevezzük.
Néha a virágzat tengelyét is kocsánynak mondják, például kocsányos tölgy.